# Кирон (Ајова)
Кирон (енгл. Kiron) град је у америчкој савезној држави Ајова. По попису становништва из 2010. у њему је живело 279 становника.

## Демографија
Према попису становништва из 2010. у граду је живело 279 становника, што је 6 (2,2%) становника више него 2000. године.
| Група             | 2000.       | 2010.       |
| Белци             | 259 (94,9%) | 233 (83,5%) |
| Афроамериканци    | 0 (0,0%)    | 0 (0,0%)    |
| Азијати           | 0 (0,0%)    | 0 (0,0%)    |
| Хиспаноамериканци | 7 (2,6%)    | 45 (16,1%)  |
| Укупно            | 273         | 279         |